# Генрих Карл фон Гаймерле
Генрих Карл фон Гаймерле (нім. Heinrich Karl von Haymerle; *7 грудня 1828 Відень, Австрійська імперія — †10 жовтня 1881, Відень, Австро-Угорщина) — австро-угорський дипломат, барон, міністр закордонних справ Австро-Угорщини в 1879-1881.

## Біографія
Походив зі стародавнього німецького дворянського роду, що походить з Богемії. Закінчив Академію східних мов у Відні. У 1848 під час Революції в Австрії був заарештований за заклик до студентства чинити опір владі. Звільнений завдяки клопотанням відомого австрійського дипломата Олександра фон Хюбнера перед фельдмаршалом Віндішгрецем (який мав право розстрілювати бунтівників, керуючись умовами воєнного часу). 19 грудня 1867 вступив в таємний шлюб з Терезою, уродженою баронесою Берню. Від шлюбу народилися двоє дітей — Марія Кароліна Вільгельміна (25 жовтня 1868) і Франц Олександр (15 вересня 1874).

## Дипломатична служба
З 1850 Гаймерле служив перекладачем в австрійському посольстві в Османській імперії. З 1857 — секретар посольства в Греції, з 1862 — у Франкфурті-на-Майні. З 1864 — повірений у справах в Данії. У 1866 — член австрійської делегації під час переговорів про мир з Пруссією.
Працював тимчасовим повіреним у справах у Пруссії, деякий час в 1868 в Міністерстві закордонних справ, потім в посольстві в Османській імперії. З грудня 1869 працював в посольстві в Греції, з 1872- в Нідерландах. Барон.
Після нетривалої роботи в центральному апараті Міністерства закордонних справ в 1877 призначений послом в Італії. У 1878 — член австро-угорської делегації на Берлінському конгресі.

## Міністр закордонних справ
8 жовтня 1879 призначений міністром закордонних справ Австро-Угорщини замість графа Андраші Дюла. Підтримував союзницькі відносини з Німеччиною, прагнув до миру на сході.